# Liste de jeux ZX81
Cette liste de jeux ZX81 recense des jeux vidéo fonctionnant sur le ZX81. Les jeux sont classés par ordre alphabétique sans tenir compte dans ce classement ni des articles, ni des sigles ZX, QS, 1K. Pour la série Adventure A,B,C,D,E d'Artic Computing (en), les jeux sont classés selon le nom de l'aventure. L'année de sortie figure entre parenthèses lorsqu'elle est connue. On mentionne à la suite l'éditeur et/ou le(s) distributeur(s).

## 0-9
- 10 Games for 1K (1981) de J. K. Greye Software (en)
- Ten 1K Games (1983) de Computer Rentals
- 3D3D (1982) de Llamasoft[1]
- 2002 de Microgame Simulations
- 3D Defender (1981) de J. K. Greye Software (en) (plus tard redistribué par New Generation Software (en))[2],[3],[4]
- 3D Formule 1 (1984) d'Ère informatique[5],[6]
- 3D Grand Prix (1983) de DK'Tronics (en)
- 3D Monster Maze (1981) de J. K. Greye Software (en) (plus tard redistribué par New Generation Software (en) ; Tyrannosaure Rex pour la version française distribuée par Informatique Service )[4],[2],[7]
- 3D Mystery Maze de Silversoft
- 3D O's and X's (1981) de Macronics (cassette de 2 jeux : Star Trek et 3D O's and X's)

## A
- Admiral Graf Spee (1982) de Temptation Software (stratégie, simulation)
- Adventure (1982) de Bug-Byte (jeu d'aventure textuelle)
- Adventure (1982) de Simpson Software (jeu d'aventure textuelle)[8],[9]
- Adventure 200 (1982) de Foilkade (jeu d'aventure textuelle)
- Adventure One (en) (1981) d'Abersoft (jeu d'aventure textuelle ; aussi connu sous le nom de  Classic Adventure dans ses versions pour d'autres plate-formes)[8],[9]
- Adventure Quest (1982) de Level 9 Computing (jeu d'aventure textuelle)
- Airline (1982) de Cases Computer Simulations (en) (gestion)[10]
- Alien (1982) de PSS (librement inspiré du film Alien, Le Huitième Passager sorti en 1979)
- Alien Attack (1983) de Computer Rentals (clone de Space Invaders)
- Alien Dropout (1982) de Silversoft (aussi connu sous le nom de Dropout)
- Alien Intruder (1982) de Carnell Software[3]
- Alien Invasion de Softsync
- Alien Rain (1982) de Computer Rentals (le jeu Outrider est présent sur la même cassette)[11]
- Alphaprobe d'Artic Computing (en) (clone de Lunar Lander)
- Andromeda Trophy (1984) de Finsbury Software
- Argolath (1984) de Loriciels[12]
- Asset Stripper de Microgame Simulations (gestion)
- Asteroids (1982) de Silversoft (clone d'Asteroids)[3]
- Asteroids (1982) de Software Farm (clone d'Asteroids)[13]
- QS Asteroids (1981) de Quicksilva (clone d'Asteroids)[14],[15],[16]
- ZX Asteroids (1982) de Electronic Pencil Company (clone d'Asteroids)[3]
- ZX Asteroids (1983) de Mikro-Gen (en) (clone d'Asteroids)[17]
- Astro Invaders (1982) de John Prince Software (cassette de 5 jeux avec Grand Prix, Penalty, Golf et Swat)[18]
- Autochef (1982) de Cases Computer Simulations (en) (gestion)[10]
- Avenger (1982) d'Abacus Programs (clone de Scramble)
- Awari (1982) de Foilkade

## B
- Backgammon (1982) de Psion (jeu de société)
- Backgammon (1982) de Keith Archer
- Bank Robber (1983) de Romik Software
- Banquise (1984) de Soft & Micro
- Baron de Temptation Software
- Bat Cage (1982) de Timex
- Battle of Britain (1982) de Microgame Simulations[4]
- Battleships (1982) de JRS Software
- Bigflap Attack (1982) de Timex
- Black Crystal (en) (1983) de Carnell Software (aventure)[19],[20]
- Black Star (1983) de Quicksilva
- Bomber (1982) de Fisher Marriott
- Bomber (1981) de Psion et Mikro-Gen (en) (cassette de 2 jeux : Patrouille de l'Espace et Bombardier, aussi commercialisés sous les titres anglais Space Raiders et Bomber)[21],[22]
- Bomber (1982) de Mindseye (cassette 3 jeux The First comprenant aussi : Byte Man et Fighter)[23]
- Bouncing Bert (1985) de Software Farm
- Breakout (1981) de Macronics (cassette comprenant 2 autres programmes : Space Invaders et Music ; clone de Breakout)
- Breakout (1981) de J. K. Greye Software (en) (3 versions sur la même cassette ; clones de Breakout)[3]
- Breakout (1982) de CDS Micro Systems (en) (clone de Breakout)
- Breakout 3 (1982) d'Axis
- ZX Breakout de Mikro-Gen (en)
- Brick-stop (1982) de CDS Micro Systems (en)
- Bubble Bugs (1983) de Romik Software
- Bumper 7 (1981) d'Axis (cassette de 7 jeux : Repeat 20, Ski Slalom, Paper Stone & Knife, Snowflake, Patterns, Banco, Sketch)
- Byte Man de Mindseye (cassette 3 jeux The First comprenant aussi : Fighter et Bomber)[23]
- Byter (1983) de Protek

## C
- Castle adventure (1982) de CDS Micro Systems (en)
- Casse-briques (1983) d'Ère informatique (cassette 2 jeux avec Pendu)
- Cartoon Man (1983) de Micromega (cassette 5 jeux)[24]
- Catacombs (1981) de J. K. Greye Software (en) (aventure graphique)[25],[26],[9]
- Cathedral Adventure (1982) de Philip Joy[25],[9]
- Les Cavaliers des Ténèbres (1984) de Sprites (aventure)[27]
- Cave Crusade de Awa Software
- Centipede (1982) de DK'Tronics (en) puis Llamasoft (clone de Centipede)[1],[4]
- The Challenge (1983) de Gavin Barker (cassette adventure : three adventures on one cassette)
- Champions ! de Peaksoft
- Le Château Hanté (1984) de Sprites
- Cheops Tomb (1983) d'Algor[28]
- Chess (1981) de Psion et de Mikro-Gen (en) (Echecs en version francisée ; une version Hi-Res est sortie en 1985)[29]
- ZX Chess (1981) d'Artic Computing (en) (suivi par une version ZX Chess II)[16],[30],[29],[31]
- 1K ZX Chess (en) (1982) d'Artic Computing (en)[32],[31]
- Chevalier Arthur (1985) de Loriciels
- City of Xon (1982) de Pleasantrees
- City Patrol (1982) de Macronics
- Combat aérien (1984) de Sprites[6]
- Combat Galactique d'Informatique Service[14]
- Conflict (1983) de Martech Games
- Connect 4 de CDS Micro Systems (en) (cassette de 2 titres : Dodgems et Connect 4)
- Cosmic Guerilla (1983) de Quicksilva
- Counter Attack de Woodside Software
- Croaka-Crawla (1982) de Quicksilva (clone de Frogger)
- Crocky (1983) de Loriciels (clone de Pac-Man)[33],[34],[6]
- Croqueur (1984) de VTR[35],[6]
- CroZXy Road (2015) de Bob Smith (adaptation autorisée de Crossy Road)
- Crystal 5 (1985) de AGB[36]
- Curse of the Aztec tomb (1982) de Synacroop Software (aventure)[10]

## D
- Dallas (1983) de Cases Computer Simulations (en) (gestion)[37],[6]
- Damper (1983) de Quicksilva (cassette 2 jeux : Damper et Glooper)[22]
- The Damsel and the Beast (1981) de Bug-Byte (aventure)[8],[9]
- QS Defenda (1981) de Quicksilva (aussi connu sous le nom de Defender)[16]
- Deflex (en) (1981) de DK'Tronics (en) puis Llamasoft
- Dévoreur (1984) de VTR[38],[6]
- Dice (1982) de Psion (sur la même cassette que Backgammon)
- Dictateur (1982) de Bug-Byte (gestion ; Dictator en version originale)[39],[4]
- Do Not Pass Go de Work Force (clone de Monopoly initialement commercialisé sous ce nom)[16]
- Dodgems de CDS Micro Systems (en) (cassette de 2 titres : Dodgems et Connect 4)
- Dominoes (1983) de Phipps Associates
- Dragon Maze (1981) de Macronics
- Dungeons of Doom (1982) de Temptation Software
- Daytona (1985) de No Man's Land[12]

## E
- Encounter (1982) de Pixel Productions
- Escape From Manhattan (1983) de Computer Rentals
- Escape from Shazzar (1983) de Leisure Games et International Publishing & Software
- Escape from the Pyramid of Mars (1982) de Synacroop Software (aventure)[10]
- Adventure D: Espionage Island (1982) d'Artic Computing (en) (jeu d'aventure textuelle)[32]
- Etch and Sketch (1983) d'Artic Computing (en) (cassette 1K Game contenant aussi : Slot Machines et Maze Game)[32]
- Expo Tic Tac Toe d'Orbyte Software
- Extra Terrestrial de Micromega (cassette Arcade Action comprenant aussi : Overtaker, Missile Man, Spacefighter Pilot et Greedy Gobbler)[40]

## F
- Fantastic Voyage (1982) de Foilkade
- Farmer de Cases Computer Simulations (en) (gestion)
- Fighter de Mindseye (aussi connu sous le nom de Space Fighter ; cassette 3 jeux The First comprenant aussi Byte Man et Bomber)[23]
- Fighter Pilot (1982) de Digital Integration[13]
- Fire-Fox, Space Mission (1985) de Indescomp[12]
- Flight Simulation (1981) de Psion (Simulateur de vol pour la version française)[21],[41]
- Football de Tyrant Software
- Football League (1981) de Video Software
- Football Manager (1982) d'Addictive Games[16]
- Fortress of Zorlac (1982) de Timex
- Forty Niner (1982) de Software Farm[42]
- Frogger (1981) de Sega et Cornsoft (adaptation officielle)
- Froggy (1982) de DJL Software (clone de Frogger publiée à l'origine aussi sous le nom de Frogger)[13],[20]
- Frogs de Mikro-Gen (en) et Psion (clone de Frogger)[32]
- Fun Fair Adventure (1983) de Fawkes Computing (jeu d'aventure textuelle)

## G
- Galactic Gunner (1983) de Timex
- Galactic Patrol (1983) de Computer Rentals
- Galactic Trooper (1983) de Romik Software
- Galaxians (1982) d'Artic Computing (en) (aussi commercialisé sous le titre de ZX Galaxians, clone de Galaxian)[43],[15]
- Galaxians (1983) de Quicksilva (clone de Galaxian)[17]
- ZX Galaxia (1982) d'International Publishing & Software
- Galaxy Conflict (1983) de Martech Games[24]
- Galaxy Invaders (1981) de Bridge Software (clone de Space Invaders)
- Galaxy Invaders (1982) d'International Publishing & Software
- Galaxy Invaders (1982) de Michael Orwin (cassette 4)[23]
- Galaxy Jailbreak (1983) de Romik Software
- Galaxy Warrior d'Artic Computing (en) (cassette 2 jeux : Galaxy Warrior et Star Trek)
- The Gauntlet (1982) de Colourmatic et de PSS[6]
- Ghost Hunt (1982) de PSS
- Glooper (1983) de Quicksilva (cassette 2 jeux : Damper et Glooper ; clone de Pac-Man)[22]
- Gobbleman (1982) d'Artic Computing (en)[41]
- Gobblers de Software Farm
- Gold (1981) de Hilderbay (jeu d'aventure textuelle)[8],[9]
- Golf (1982) de R & R Software
- Graphic Golf de Silversoft
- Greedy Gobbler de Micromega (cassette Arcade Action comprenant 5 jeux : Overtaker, Missile Man, Spacefighter Pilot, Greedy Gobbler, Extra Terrestrial)[40]
- Greedy Gulch (1983) de Phipps Associates (jeu d'aventure textuelle ; cassette Adventure Tape 1 avec 3 jeux)[8],[9]
- Grimm's Fairy Trails (1982) de Timex
- Ground Attack (1983) de Silversoft
- Gulp (1982) de Campbell Systems (clone de Pac-Man aussi publiée sous les noms de ZX Gulp et, dans des versions modifiées mais très proches, de Gulp 2 et Gulpman)[2],[44],[6],[45]
- Guns (1982) de Michael Orwin (cassette 4)[23]

## H
- Haunted House (1983) de Gavin Barker (cassette adventure : three adventures on one cassette)
- Hieroglyphics (1982) de Carnell Software[3]
- Hole-in-One de Novus Software (cassette 2 jeux : Krypton Ordeal et Hole-in-One)
- Hopper (1982) de PSS (clone de Frogger)[46]

## I
- Adventure B: Inca Curse (1981) d'Artic Computing (en) (aventure)[6],[25],[26],[9]
- In Search of the Black Staff (1983) de Gavin Barker (cassette adventure : three adventures on one cassette)
- Intercepteur Cobalt (1984) d'Ère informatique (simulateur de vol)[47],[48]
- The Invaders (1982) d'Abersoft (clone de Space Invaders)
- Invaders (1982) de Bug-Byte (clone de Space Invaders)
- Invaders de Silversoft et Forward Software (clone de Space Invaders)
- Invaders (1982) de Michael Orwin (clone de Space Invaders ; cassette 4)[23]
- QS Invaders (1982) de Quicksilva (clone de Space Invaders)[14]
- Invasion Force (1982) d'Artic Computing (en) et International Publishing & Software

## J
- J.D. Arcade (1982) de Computer Rentals (3 jeux : UXB, Strategic Invaders, clone de Space Invaders, et Laser Patrol)
- Juggler (1983) de Micromega (cassette Challenge de 5 jeux)[24]

## K
- Keys to Gondrun (1982) de Leisure Games et International Publishing & Software (jeu d'aventure textuelle aussi connu sous le nom de The Keys of Gondrun)
- Kingdom of Nam de Microgame Simulations
- The Knight's Quest (1983) de Phipps Associates (jeu d'aventure textuelle)
- Kongs Revenge (1983) de Stephen Hartley Computing (adaptation non officielle de Donkey Kong)
- Krakit (1983) d'Artic Computing (en)[20]
- Krazy Kong (1983) de PSS (clone de Donkey Kong, francisé par Prism Micro-Informatique SA)
- Krypton Ordeal de Novus Software (cassette 2 jeux : Krypton Ordeal et Hole-in-One)

## L
- Labyrinth (1981) d'Axis[16]
- Le Labyrinthe d'Informatique Service[14]
- Lost Island (1982) de JRS Software
- Love (1983) de Remsoft[49]
- Lunar Rescue de Mikro-Gen (en)
- Lynchmob (1982) de Bridge Software[50]

## M
- Manic Miner (2003) (portage non officiel de Manic Miner)
- Magic Mountain (1983) de Phipps Associates (jeu d'aventure textuelle ; cassette Adventure Tape 1 avec 3 jeux)[8],[9]
- Marine Rescue (1982) d'International Publishing & Software
- Maze Death Race (1982) de PSS (librement inspiré de Death Race)
- Maze Game (1983) d'Artic Computing (en) (cassette 1K Game contenant aussi : Slot Machines et Etch and Sketch)[32]
- Maze Guzzler (1983) de Selec Software (clone de Pac-Man)[11]
- Mazeman (1982) d'Abersoft[10]
- Mazogs (en) (1982) de Bug-Byte et Softsync (labyrinthe)[4],[2],[51]
- Megamind d'Orbyte Software
- Merchant of Venus (1983) de Crystal et Timex (gestion)[17]
- Meteor Storm (1982) de DK'Tronics (en)
- Micro Mouse goes de-bugging (1983) de Lothlorien (en)
- Millipede (1982) d'Axis (cassette 2 jeux Action Pack avec Road Runner)
- Mines and Monsters (1982) d'Algor[18]
- Mines of Saturn de Mikro-Gen (en) (jeu d'aventure textuelle) (cassette 2 jeux : Mines of Saturn et Return to Earth)
- Mineur (1984) de VTR[52],[6]
- Missile Man de Micromega (cassette Arcade Action comprenant 5 jeux : Overtaker, Missile Man, Spacefighter Pilot, Greedy Gobbler, Extra Terrestrial)[40]
- Mission of the Deep (1981) de Macronics (cassette 2 jeux avec Star Trek)
- Monopoly (1981) de Leisure Genius
- Monster Mine (1982) de Gem Software
- Mothership (1983) de Softsync
- Movie Mogul (1982) de Carnell Software[3]
- Munchees (1983) de Quicksilva (clone de Pac-Man)[17]
- Muncher (1982) de Silversoft
- Murgatroyds (1982) de Collins Computing

## N
- Naval Blockade (1982) de Hewson Consultants[13]
- Namtir Raiders (1982) d'Artic Computing (en)[38],[6],[15]
- Nasty Mountain (1982) de Giltrole[9]
- ZX New York de Mikro-Gen (en)
- Night Gunner (1982) de Digital Integration[13]
- Nightmare Park (1981) de Macronics (cassette 2 jeux avec Star Trek)

## O
- Ocean Trader (1983) de Quicksilva[22]
- Octopussy de Peaksoft
- The Oracle's Cave (1981) de Doric Computer Systems[26]
- Othello de CDS Micro Systems (en)
- ZX Othello (1982) de Moi (aussi commercialisé sous le nom de Reversi)[18],[4]
- Outrider (1983) de Computer Rentals (le jeu Alien Rain est présent sur la même cassette)[11]
- Overtaker de Micromega (cassette Arcade Action comprenant 5 jeux : Overtaker, Missile Man, Spacefighter Pilot, Greedy Gobbler, Extra Terrestrial)[40]

## P
- Pac Rabbit (1983) d'International Publishing & Software
- Paint-Mazede Mikro-Gen (en)
- Panique (1983) d'Ère informatique
- Patrouille de l'Espace (1981) de Psion et Mikro-Gen (en) (cassette de 2 jeux : Patrouille de l'Espace et Bombardier, aussi commercialisés sous les titres anglais Space Raiders et Bomber)[21]
- Peloponnesian War (1982) de Lothlorien (en)[50]
- Pendu (1983) d'Ère informatique (cassette 2 jeux avec Casse-briques)
- Pengy (1984) de Fawkes Computing
- Perilous Swamp (1982) de Psion (Cassette 2 jeux Fantasy Games avec Sorcerer's Island)[25],[26],[53],[9]
- Pharaoh's Tomb (1983) de Phipps Associates (jeu d'aventure textuelle ; cassette Adventure Tape 1 avec 3 jeux)[8],[9]
- Phoenix Adventure (1982) de CDS Micro Systems (en)
- Pilot (1982) de JRS Software (simulateur de vol)[54],[55]
- Pilot (1982) de Hewson Consultants (simulateur de vol)[23]
- Pimania (1982) d'Automata Cartography[49]
- Pinball (1982) de Timex
- Pioneer Trail (1983) de Quicksilva[22]
- Pirate Treasure (1983) de Novus Software (cassette de 2 jeux : Planet Raider et Pirate Treasure)
- Adventure A: Planet of Death (en) (1981) d'Artic Computing (en) (aventure)[6],[25],[26],[9],[32]
- Planetoids (1981) de Macronics
- Planet Lander (1982) de Hewson Consultants[56]
- Planet Raider (1983) de Novus Software (cassette de 2 jeux : Planet Raider et Pirate Treasure)
- Print Shop de Cases Computer Simulations (en) (gestion)
- Privateer (1982) de Lothlorien (en)
- Protector (1982) d'Abacus Programs
- Puckman (1981) de Hewson Consultants (inspiré de Pac-Man)[23]
- La Pulga (1984) de Indescomp[33],[44],[6],[48]
- Pyramid (1981) de J. K. Greye Software (en)

## Q
- Quest (1982) de Serious Software (jeu de rôle ; cassette de 4 jeux comprenant aussi : Star Trek, Mastermind et Reversi)[8],[9]

## R
- Raider (1983) d'Artic Computing (en)
- Ram Runner (1982) de Timex
- Return to Earth de Mikro-Gen (en) (jeu d'aventure textuelle) (cassette 2 jeux : Mines of Saturn et Return to Earth)
- Revenge of the flying saucers (1982) de Synacroop Software[10]
- Rigel (1984) d'Ère informatique[57].
- Road Race (1983) de Micromega (cassette 5 jeux Challenge)[24]
- Road Runner (1982) d'Axis (cassette 2 jeux Action Pack avec Millipede)
- Robbers of the Lost Tomb (1982) de Timeworks
- Rocket Man de Software Farm[58]
- Roman Empire (1982) de Lothlorien (en)[59],[6],[20]
- Rubik Cube de CDS Micro Systems (en)
- Ruine (1985) de Loriciels[12],[60]

## S
- Sabotage (1982) de Macronics
- Samurai Warrior (1982) de Lothlorien (en)
- Scorpirus (1984) d'Ère informatique[57]
- Scramble (1982) de Psion et Mikro-Gen (en) (cassette de 2 jeux : Thro' The Wall et Scramble ; clone de Scramble)[49],[32]
- ZX Scramble (1982) de Michael Orwin (cassette 4 ; clone de Scramble)[23]
- ZX Scramble (1983) d'International Publishing & Software[61]
- QS Scramble (1981) de Quicksilva (clone de Scramble) distribué aux États-Unis par SoftSync sous le nom de Red Alert[2],[44],[6]
- Sea Wolf (1983) de Stephen Hartley Computing
- Sectionneur (1984) de VTR[38],[6]
- Shelob's Lair (1982) de Algor[18] (aventure)
- Adventure C: The Ship of Doom (1982) d'Artic Computing (en) (aventure)[25],[26],[9],[32]
- Slot Machines (1983) d'Artic Computing (en) (cassette 1K Game contenant aussi : Maze Game et Etch and Sketch ; aussi connu sous le nom de Jackpot)[32]
- Snakebite (1982) de Michael Orwin (cassette 4)[23]
- Snake Kink de No man's land[12]
- Soccer Supremo de Microgame Simulations
- Sorcerer's Castle de Mikro-Gen (en)
- Sorcerer's Island (1982) de Psion (Cassette 2 jeux Fantasy Games avec Perilous Swamp)[25],[53],[9]
- Spacefighter Pilot de Micromega (cassette Arcade Action comprenant 5 jeux : Overtaker, Missile Man, Spacefighter Pilot, Greedy Gobbler, Extra Terrestrial)[40]
- Space Intruders (1981) de Hewson Consultants[56]
- Space Invaders (1981) de Macronics (cassette comprenant 3 programmes : Breakout, Space Invaders, et Music ; clone de Space Invaders)
- Space Invaders de Mikro-Gen (en) (clone de Space Invaders)
- Space Invaders (1981) de DK'Tronics (en) (clone de Space Invaders)
- Space Invaders (1982) de Silversoft[3]
- Space Raid de Softsync (cassette 2 jeux avec Space Raid)
- Space Rescue (1981) de Macronics (cassette comprenant 2 jeux : Space Invaders et Space Rescue)
- Spacers de Babtech (inspiré de Space Invaders)[10]
- Space Man Apollo (1984) de ICT Software
- Space Mission (1982) de Gem Software
- Space Trek de Micromega
- Spacetrek de JRS Software
- Star Defense (1983) de JRS Software
- Starfighter (1981) J. K. Greye Software (en)
- Starship 'Starquest' (1982) de Pixel Productions
- Starship Trojan (1982) de Michael Orwin (Cassette 3 contenant 10 jeux)[43]
- Star Trek d'Artic Computing (en) (cassette 2 jeux : Galaxy Warrior et Star Trek)
- Star Trek (1981) de Bug-Byte
- Star Trek (1981) de Silversoft[62]
- Star Trek (1981) de Macronics[62]
- Star Quest (1982) de Pixel Productions et International Publishing & Software
- Stock-Car (1984) d'Informatique Service[2],[63]
- Subspace Striker de Pixel Productions (distribué par Quicksilva et International Publishing & Software)[2],[37],[6],[10]
- Super Breakout (1983) de Selec Software (clone de Breakout)[11]
- Super Chess (1982) de CP Software (distribué aussi par Softsync)
- Super Scramble (1982) de Software Farm
- Super Glooper (1982) de Psion et Mikro-Gen (en) (clone de Pac-Man)[32],[45]
- Super Invaders (1982) de Bridge Software (clone de Space Invaders)
- Super Invasion (1981) de Softsync
- Super Scramble (1982) de Software Farm (clone de Scramble)
- Super Wumpus (1981) de Silversoft
- Supermaze (1982) de Timex
- Surfix (1985) d'Ère informatique
- Sword of Peace (1980) d'Artic Computing (en)[43]

## T
- Tai (1982) de PSS
- Taipan (1983) de Jaysoft[20]
- Tamponneur (1984) de VTR[59],[6]
- Tarot (1983) de Timex
- Tempest de Mikro-Gen (en)[22]
- Tennis (1984) de Loriciels
- Tomb of Dracula (1982) de Felix Software et Moviedrome Video
- Thro' The Wall (1982) de Psion et Mikro-Gen (en) (cassette 2 jeux avec Scramble ; clone de Breakout)[32]
- Trader (1982) de Pixel Productions (distribué par Quicksilva)[64],[39],[10],[65]
- Trader Jack (1982) de Work Force
- Traffic (1984) de Loriciels[12] (clone de Frogger)
- Tric Trac (1982) de Psion[41]
- Trojan Dragon de Fawkes Computing
- TS Destroyer de Softsync (cassette 2 jeux avec Space Raid)
- Tycoon de Microgame Simulations
- Tyrant of Athens (1982) de Lothlorien (en)[50]

## U
- UFO (1982) de Protek et Babtech
- Up against the wall (1982) de Synacroop Software[10]

## V
- Vault Of The Centaurs de Orbyte Software
- Volcanic Dungeon (en) (1982) de Carnell Software[3]
- Vol (simulateur de vol)[54]
- Voleur (1984) de VTR[66],[6]

## W
- Warlord (1982) de Lothlorien (en)
- Winged Avenger (1982) de Work Force
- Wumpus Adventure (1982) de Carnell Software[3]

## Z
- Zac-Man de Macronics
- Zaraks (1983) de Computer Rentals
- Zedman de Babtech (clone de Pac-Man)[10]
- Zombies (1981) d'Artic Computing (en)
- ZX Zombies de Silversoft
- Zor - Battle of the Robots (1982) de Pixel Productions (distribué par Quicksilva)[2],[55],[37],[6]
- Zuckman (1982) de DJL Software (clone de Pac-Man)[18],[10],[45]
- Z-Xtricator (1984) de Software Farm[36]